# Cacatua sanguinea
Catatua-pequena ou catatua-sanguínea (Cacatua sanguinea) é uma ave da família Cacatuidae de cor branca, preta, azul e vermelha. É uma das menores catatuas existentes. Ocorre na Austrália, Indonésia e Papua Nova Guiné.